# Me tienes que querer
Me tienes que querer es una canción y el segundo sencillo oficial del décimo álbum de estudio Sui generis de la cantante y compositora mexicana Yuri. El tema fue escrito por Difelisatti junto con J.R. Florez y publicada bajo el sello discográfico EMI Capitol Records a principio del año, en enero de 1986.
Ha estado en varios discos de grandes éxitos y versiones de sus canciones más recopilatorios.

## Lista de canciones

### CD - Promo[7]
| Me tienes que querer — Single |                        |          |  |
| N.º                           | Título                 | Duración |  |
| 1.                            | «Me tienes que querer» | 3:16     |  |

## Posiciones en las listas
| Listas                                   | Posición |
| ---------------------------------------- | -------- |
| Estados Unidos Billboard Hot Latin Songs | 6        |
| Mexico (Top 100)                         | 40       |